# Мтисдзири (Дманисский муниципалитет)
Мтисдзири (груз. მთისძირი, азерб. Suqala) — село в подчинении сельской административно-территориальной единицы Квемо-Орозмани, Дманисского муниципалитета, края Квемо-Картли республики Грузия с 98 %-ным азербайджанским населением. Находится в юго-восточной части Грузии, на территории исторической области Борчалы.

## История
Среди местного населения распространены также два других названия села - Дагэтейи (азерб. «Dağətəyi») и Махмудлу (азерб. «Mahmudlu»). Название села упоминается в документах 1870 года, во время переписи населения региона.

### Топоним
Современное название села - Мтисдзири, является грузинским переводом названия Дагэтейи (азерб. «Dağətəyi»), что в переводе с азербайджанского и грузинского языков на русский язык означает «У подножия горы».

## География
Село расположено на Башкечидском плато Машаверской долины, в 4 км к западу от районного центра Дманиси, на высоте 1320 метров от уровня моря.
Граничит с городом Дманиси, селами Земо-Орозмани, Квемо-Орозмани, Амамло, Безакло, Ваке, Пантиани, Ткиспири, Земо-Безакло, Далари, Гантиади, Шиндилиари, Цителсакдари, Джавахи, Кариани, Камарло, Шахмарло, Иакубло, Бослеби, Каклиани, Дагарухло, Сакире, Гора, Гугути и Ангревани Дманисского Муниципалитета.

## Население
По данным Государственного статистического комитета Грузии, согласно официальной переписи 2002 года, численность населения села Мтисдзири составляет 243 человека и на 98 % состоит из азербайджанцев.

## Экономика
Население в основном занимается овцеводством, скотоводством и овощеводством.

## Достопримечательности
- Средняя школа[10]